# Lady Gaga x Terry Richardson
Lady Gaga x Terry Richardson è un foto-libro della cantautrice statunitense Lady Gaga e del fotografo americano Terry Richardson, pubblicato il 22 novembre 2011 dalla Grand Central Publishing.
Il libro presenta oltre 350 immagini di Gaga, fotografata da Richardson, nel corso di un periodo di dieci mesi. Oltre alle fotografie, il libro include una prefazione scritta dalla cantante sul suo rapporto con il fotografo. Il duo aveva collaborato ad altri progetti precedenti la stesura del libro. La direzione artistica del libro è stata effettuata dal brasiliano Marcelo Seba.
Dopo la pubblicazione, Lady Gaga x Terry Richardson ha ricevuto recensioni positive dai critici, che hanno elogiato sia le immagini provocatorie sia le immagini semplici di Gaga senza trucco e costumi di scena. Il libro ha raggiunto la quinta posizione nella lista dei libri più venduti negli stati uniti del The New York Times.

## Storia

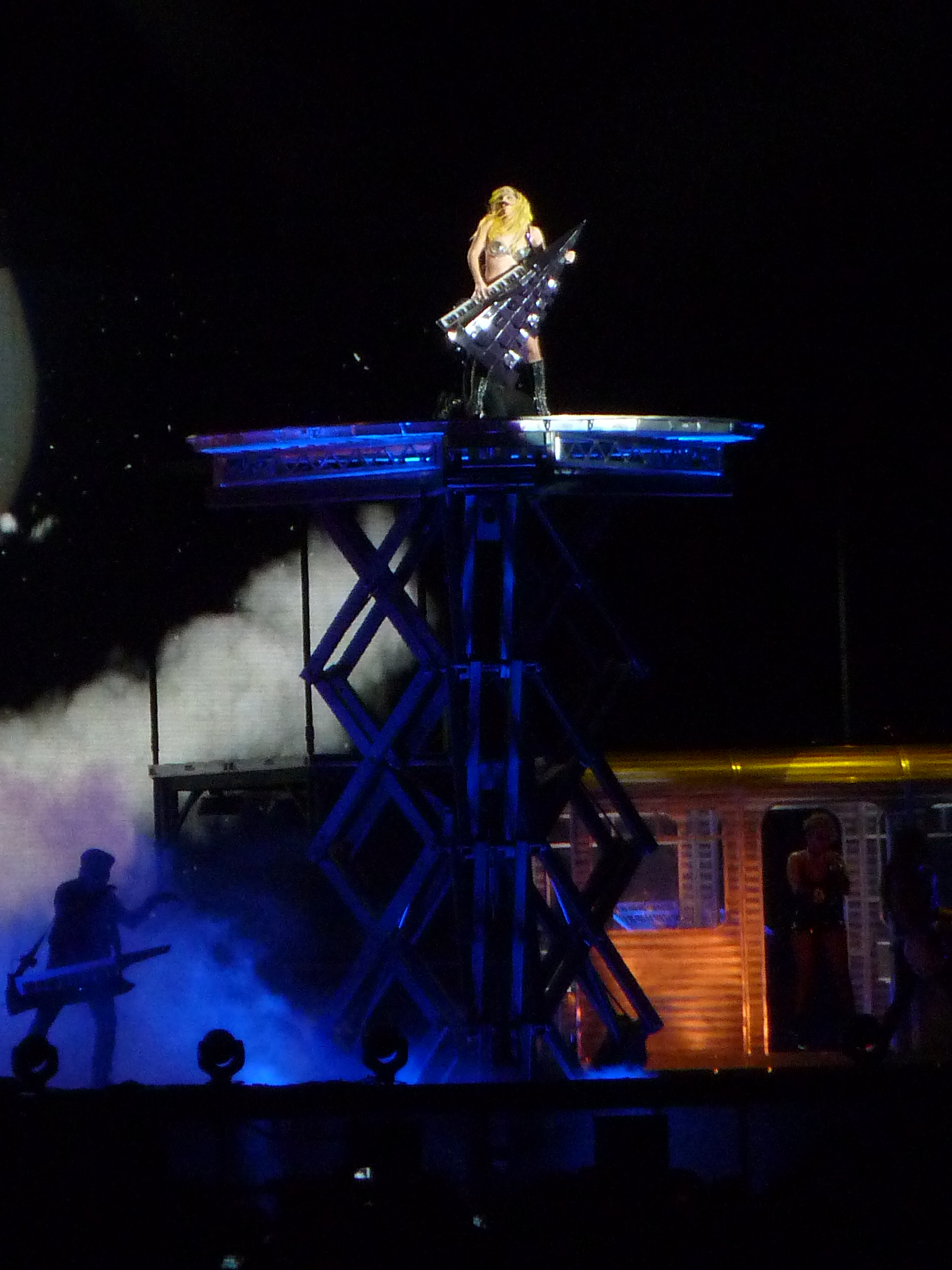
Lady Gaga x Terry Richardson include immagini dell'esibizione di Gaga al Festival Lollapalooza nel 2010

Lady Gaga x Terry Richardson è composto da foto (in bianco e nero e a colori) che Terry Richardson ha scattato a Gaga durante un periodo di dieci mesi, che vanno dalla performance della cantante al Lollapalooza nel 2010 fino agli spettacoli finali del The Monster Ball Tour nel 2011. In tale arco di tempo sono state saccata più di 100.000 foto, delle quali solo 350 appaiono nel libro. Il libro include anche una introduzione scritta da Gaga sul suo rapporto con Richardson che funge anche come esame interiore; "A volte sembra che abbia aspettato tutta la vita per essere fotografata da Terry Richardson," si legge in un estratto dell'introduzione, "Con Terry, il rapporto va oltre la fotografia, e se si è fortunati, lui vi insegnerà qualcosa di veramente profondo su voi stessi." Gaga ha postato un video di se stessa che legge la prefazione ad alta voce sul proprio account YouTube giorni prima del rilascio del libro.
Prima degli scatti di Lady Gaga x Terry Richardson, Gaga e Richardson avevano lavorato insieme a vari progetti, compresa la pubblicità della marca d'abbigliamento Supreme, e ai servizi fotografici per Vogue Hommes Japan e Harper's Bazaar. Jamie Raab, vice presidente esecutivo della Grand Central Publishing, ha dichiarato: "Siamo orgogliosi di poter pubblicare questa collaborazione straordinaria tra Lady Gaga e Terry Richardson e anticipare ciò che sarà uno dei libri più belli, provocanti e ambiti nella stagione natalizia del 2011."
Gaga sostiene di non essersi trattenuta con Richardson, il quale era con lei "ogni minuto, ogni momento" durante i dieci mesi. "È completamente senza filtri", ha detto la cantante. "Ha foto di me che mi sveglio la mattina, che mi lavo i denti, che sono in bagno, che sono nella vasca da bagno o che mi faccio la doccia". Aggiunse che, fedelmente allo stile di fotografare di Richardson, nulla nel libro è stato organizzato. "Può farti fare cose e riesce a catturare qualcosa che nessuno potrà mai catturare", disse. Richardson ha fotografato anche i fan di Gaga durante i concerti e la cantante ha apprezzato.

## Accoglienza

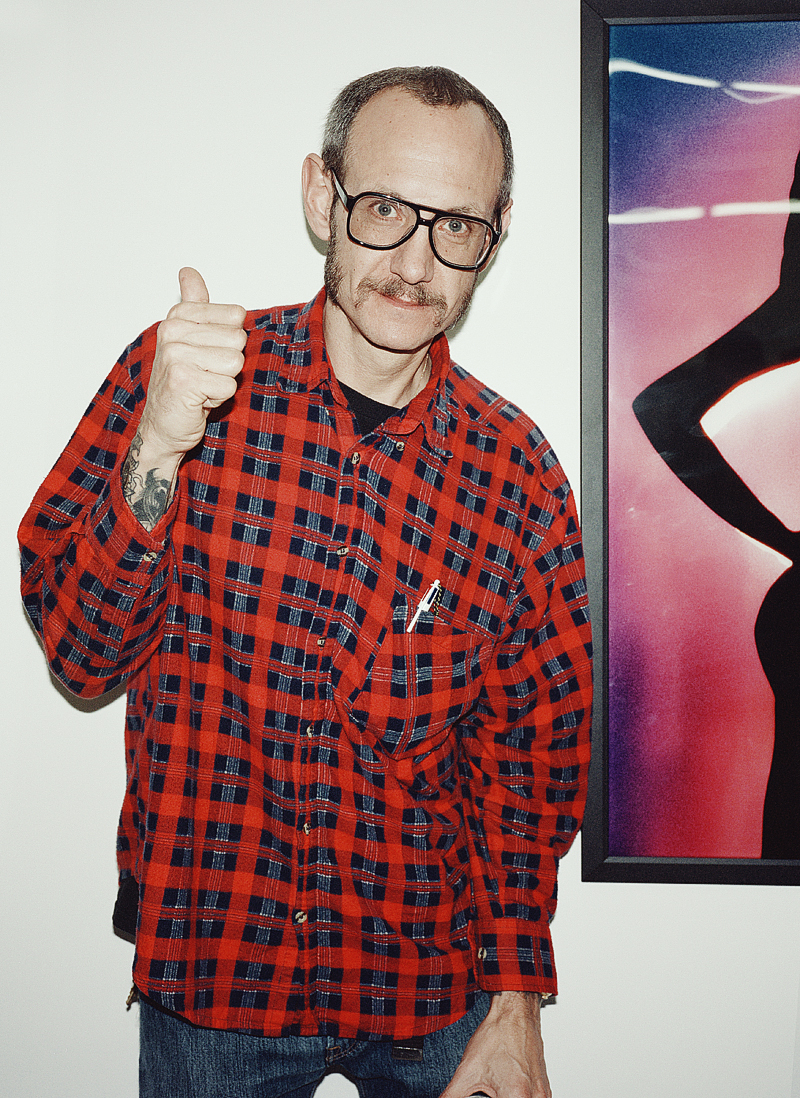
Il fotografo Terry Richardson

Lady Gaga x Terry Richardson ha debuttato nella liste dei libri più venduti del New York Times al quinto posto nella categoria "Hardcover advice & Misc." per la settimana terminata il 26 novembre 2011. È scesa alla posizione numero quattordici nella sua seconda settimana e vi rimase per la terza settimana per poi risalire al numero undici nella sua quarta settimana. È poi rientrato in top ten al nono posto nella sua quinta settimana e salì fino al sesto posto la settimana successiva.
Il libro ha ricevuto recensioni positive da parte della critica. James Lim del settimanale New York scrive: "Mentre nelle riviste Lady Gaga è sempre più signorile, nel nuovissimo libro fotografico di Terry Richardson, Lady Gaga x Terry Richardson, si mostra allo stato selvatico, funky, creativo la Gaga che tutti noi conosciamo ed amiamo." Liesl Bradner del Los Angeles Times si è espressa sorpresa nel vedere Gaga senza trucco e costumi di scena. "Quando la cantante prende una pausa dal caos, tira indietro i capelli e toglie i costumi, che noi vediamo la vera ragazza che sta dietro al mostro," aggiunse poi che "i fan non rimarranno delusi". Eden Carter Wood di Diva magazine scrisse che "Il libro contiene alcuni grandi ritratti, ma probabilmente è più giusto dire che è davvero un oggetto per i superfans."
Arthur House del The Daily Telegraph condivide il parere della Wood aggiungendo che "i little monsters [i fan di Gaga] troveranno molto da gioire per la collaborazione patinata di Lady Gaga con il fotografo di moda Terry Richardson." David Graham del Toronto Star ha confrontato il libro con Sex di Madonna, uscito nel 1992. Tuttavia, ha trovato una "netta mancanza di clamore che circonda il libro. Lady Gaga x Terry Richardson, è lontano dallo shock e terrore scoppiati quando Madonna ha fatto uscire Sex, fotografata da una varietà di artisti, tra cui Steven Meisel. Eppure, il libro più recente, semplicemente denominato come 'Gaga' sulla copertina, è pieno di scandalose - anche inquietanti -. fotografie dell'oltraggiosa cantante / performer".